# 미네소타 민주농민노동당

미네소타 민주농민노동당(영어: Minnesota Democratic–Farmer–Labor Party, DFL)은 미국 미네소타주의 정당이자 미국 민주당의 산하조직이다. 1944년 미네소타 민주당에 미네소타 농민노동당이 합병되면서 성립한 지역당이다. 미국 민주당에서 중앙당과 지역당의 이름이 다른 것은 미네소타 민주농민노동당과 노스다코타주의 노스다코타 민주무당파동맹뿐이다.

## 같이 보기
- 미네소타 농민노동당
- 민주당 (미국)